# Polystichum eberlei
Polystichum eberlei är en träjonväxtart som beskrevs av D.E.Meyer. Polystichum eberlei ingår i släktet Polystichum och familjen Dryopteridaceae. Inga underarter finns listade.